# Calyptocephalella gayi
Calyptocephalella gayi là một loài ếch duy nhất trong chi Calyptocephalella thuộc họ Calyptocephalellidae. Chúng được tìm thấy ở Chile và có thể Argentina. Các môi trường sống tự nhiên của chúng là sông và đầm lầy nước ngọt. Chúng đang bị đe dọa hoặc tuyệt chủng do mất môi trường sống và bị săn làm thực phẩm.

## Hình ảnh

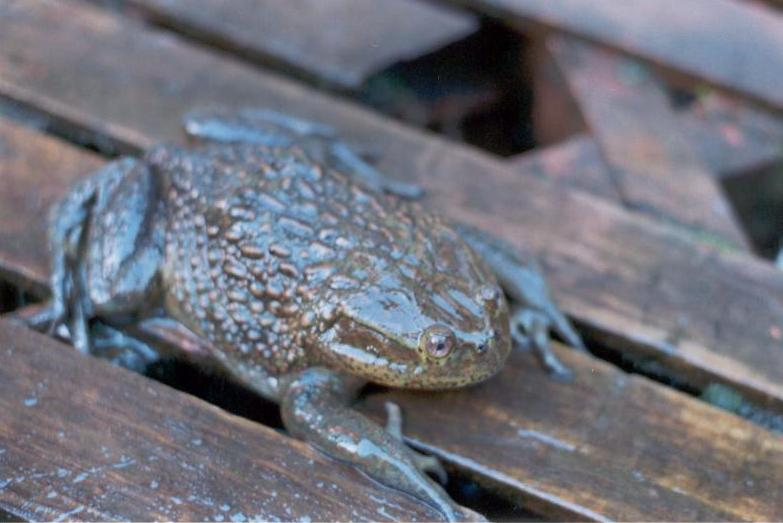
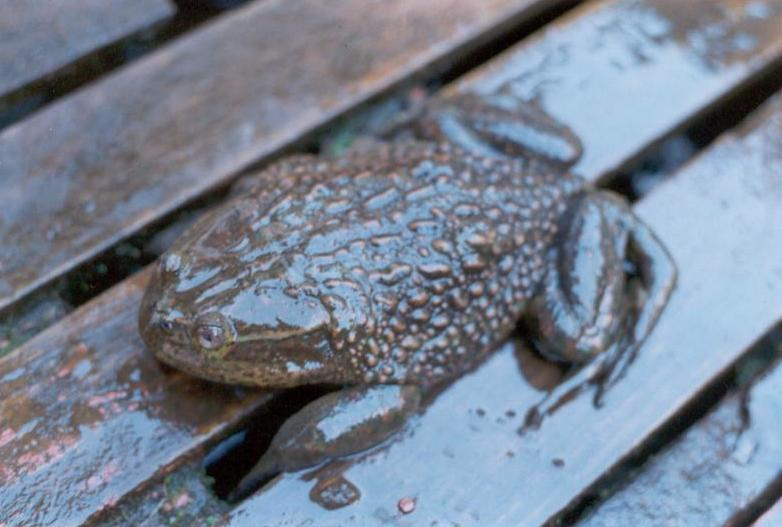